# NGC 7328
NGC 7328 (другие обозначения — PGC 69349, UGC 12118, IRAS22349+1016, MCG 2-57-7, KARA 976, ZWG 429.15, KUG 2234+102) — спиральная галактика (Sab) в созвездии Пегас.
Этот объект входит в число перечисленных в оригинальной редакции «Нового общего каталога».